# 高分辨率天文中心

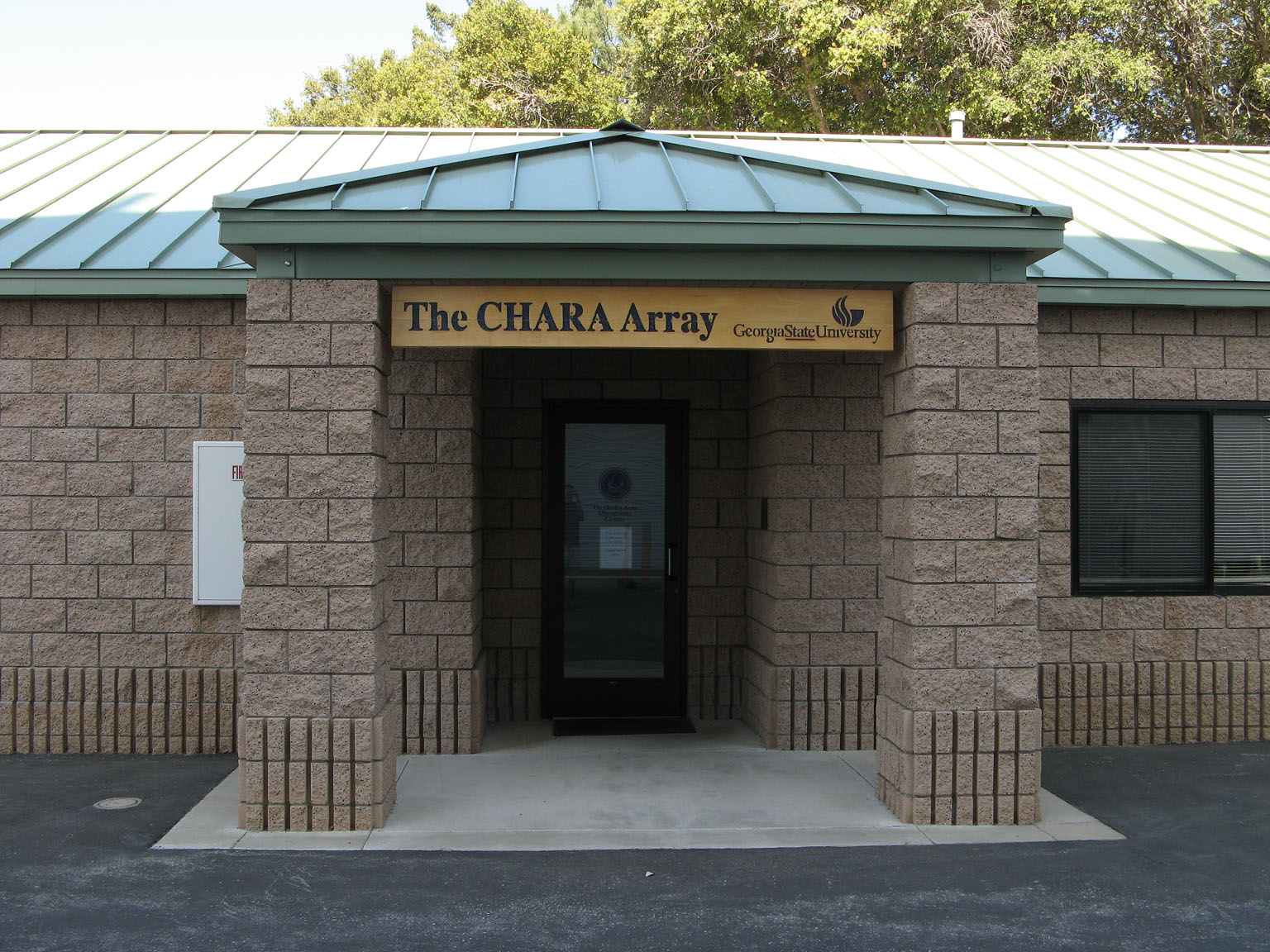
CHARA 控制中心

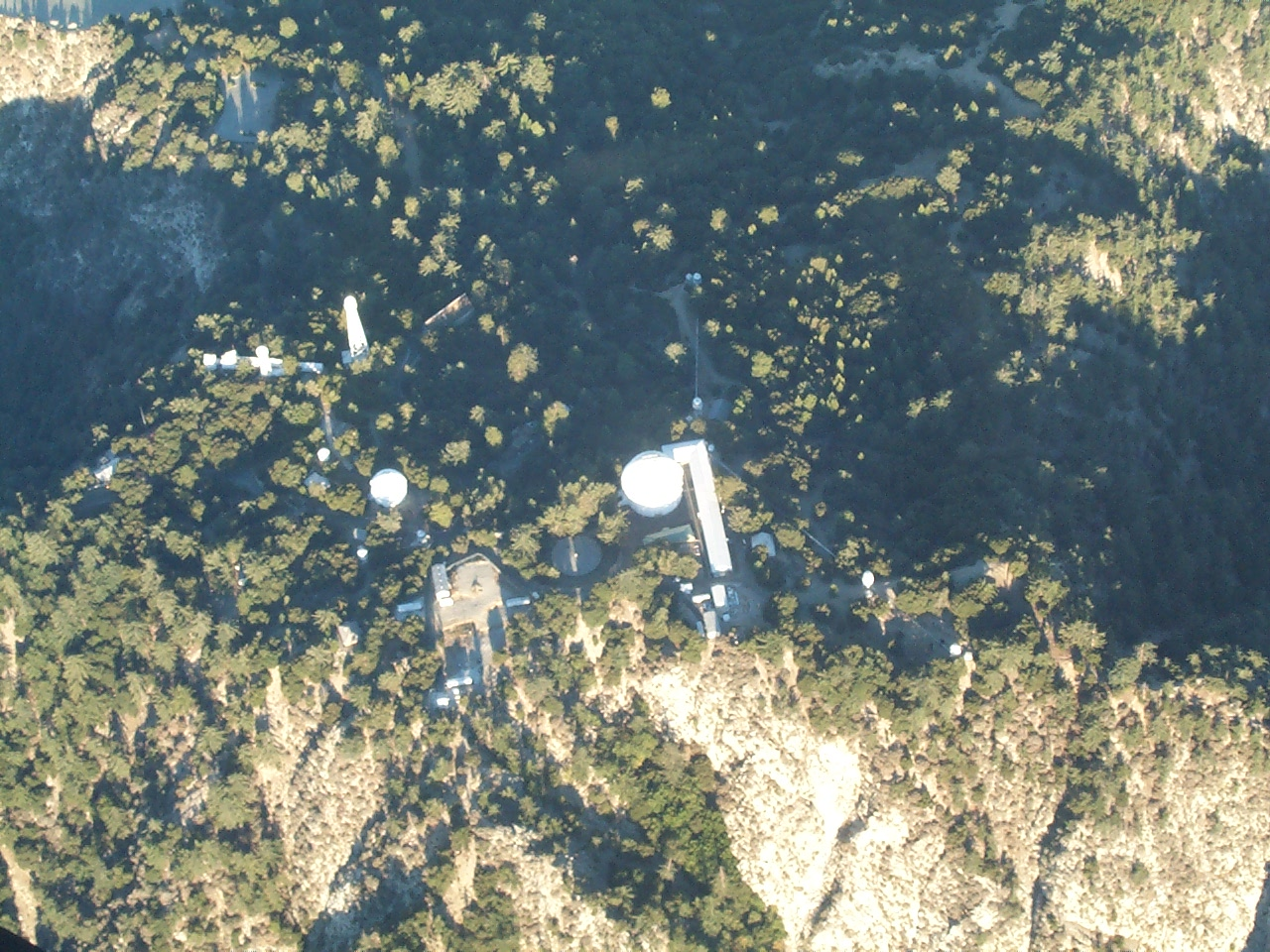
CHARA 空照圖

高分辨率天文中心（英語：Center for High Angular Resolution Astronomy，缩写为）是美国佐治亚州立大学在加利福尼亚的威尔逊山天文台建造的光学干涉仪，工作在可见光以及近红外波段，由6架1米口径的望远镜组成，排列成Y字形，等效分辨率最高可相当于一台口径330米的望远镜。6台望远镜采集的光束经过真空管道传输到一个光束合成设备中，最终获得高分辨率的干涉图像，在近红外波段空间分辨率可以达到0.0005角秒。
高分辨率天文中心成立于1984年，得到了美国国家科学基金会的资助，于1996年7月13日在威尔逊山天文台动土兴建，最初设计有5台望远镜。1998年7月，凯克基金会提供了150万美元用于建造第6台望远镜以及改造光束合成设备。1999年，南边的两台望远镜获得了一幅干涉图像。2000年10月4日，高分辨率天文中心正式启用，2001年9月19日使用331米长的基线拍摄了第一幅干涉图像，这是世界上在光学波段能够使用的最长基线。截至2005年，6台望远镜中的4台已经开始工作。
该干涉仪有助于促进许多天文学分支领域的研究，特别适合于恒星天文学的研究，例如测量恒星的直径、距离，拍摄恒星表面活动的图像等，并且有望直接拍摄太阳系外行星。

### 主要目標
- 大陵五
- 河鼓二
- 漸台二
- 織女